# Strada statale 7 (Polonia)
La strada statale 7 (sigla DK 7, in polacco droga krajowa 7) è una strada statale polacca che attraversa il Paese da Danzica a Chyżne. Fa parte della strada europea E77.